# Труздејл (Ајова)
Труздејл (енгл. Truesdale) град је у америчкој савезној држави Ајова. По попису становништва из 2010. у њему је живело 81 становника.

## Демографија
Према попису становништва из 2010. у граду је живело 81 становника, што је -10 (-11.0%) становника више него 2000. године.
| Група             | 2000.       | 2010.      |
| Белци             | 91 (100.0%) | 79 (97,5%) |
| Афроамериканци    | 0 (0,0%)    | 1 (1,2%)   |
| Азијати           | 0 (0,0%)    | 0 (0,0%)   |
| Хиспаноамериканци | 0 (0,0%)    | 1 (1,2%)   |
| Укупно            | 91          | 81         |